# كأس الكؤوس الأوروبية 1994–95
كأس الكؤوس الأوروبية 1994–95 (بالإسبانية: Recopa de Europa de la UEFA 1994-95)‏ هو موسم من كأس الكؤوس الأوروبية. أقيم خلال الفترة 11 أغسطس 1994 وحتى 10 مايو 1995، وشارك فيه  44 فريقاً، وفاز فيه ريال سرقسطة. فاز بجائزة أفضل هداف في الدوري إيان رايت، بإجمالي 9 هدف

## الفرق
شارك في الدوري 2 فريقاً.
| المركز | فريق        | لعب | ف | ت | خ | له | عليه | ف.أ | نقاط | ملاحظة |
| ------ | ----------- | --- | - | - | - | -- | ---- | --- | ---- | ------ |
| 1      | ريال سرقسطة |     |   |   |   |    |      |     |      |        |
| 2      | نادي أرسنال |     |   |   |   |    |      |     |      |        |

## ترتيب الهدافين
| اللاعب      | النادي    | عدد الأهداف |
| ----------- | --------- | ----------- |
| نادي أرسنال | إيان رايت | 9           |